# Valentina Palmisano
Valentina Palmisano (ur. 24 stycznia 1983 w Brindisi) – włoska polityczka, działaczka samorządowa i prawniczka, posłanka do Izby Deputowanych, deputowana do Parlamentu Europejskiego X kadencji.

## Życiorys
W 2008 ukończyła studia prawnicze na Università del Salento. W 2014 uzyskała magisterium z polityki bezpieczeństwa lokalnego na Uniwersytecie Bolońskim. Podjęła pracę jako prawnik, w 2013 rozpoczęła praktykę w zawodzie adwokata w rodzinnej miejscowości. Zaangażowała się w działalność polityczną w ramach Ruchu Pięciu Gwiazd. W latach 2018–2022 sprawowała mandat posłanki do Izby Deputowanych XVIII kadencji. W 2023 powołana na przewodniczącą rady miejskiej w Ostuni. W 2024 została wybrana w skład Europarlamentu X kadencji.